# Torneio João Mendonça Falcão de 1966
O Torneio João Mendonça Falcão foi um campeonato de futebol realizado no ano de 1966, e disputado pelos principais times de São Paulo, com exceção de Corinthians, Palmeiras, Portuguesa, Santos e São Paulo.
A forma de disputa foi todos contra todos em turno e returno, e o campeão foi decidido através de pontos corridos.

## Classificação Final
| Classificação | Classificação       | Classificação | Classificação | Classificação | Classificação | Classificação | Classificação | Classificação | Classificação | Classificação | Classificação | Classificação |
| Time | Time                | Pts           | J             | V             | E             | D             | GP            | GC            | SG            |               |               |               |
| --- | ------------------- | ------------- | ------------- | ------------- | ------------- | ------------- | ------------- | ------------- | ------------- | ------------- | ------------- | ------------- |
| 1 | São Bento           | 22            | 18            | 9             | 4             | 5             | 35            | 27            | 8             |               |               |               |
| 2 | Guarani             | 21            | 18            | 8             | 5             | 5             | 20            | 19            | 1             |               |               |               |
| 3 | Comercial           | 20            | 18            | 8             | 4             | 6             | 32            | 23            | 9             |               |               |               |
| 4 | Juventus            | 19            | 18            | 8             | 3             | 7             | 30            | 27            | 3             |               |               |               |
| 5 | Portuguesa Santista | 19            | 18            | 7             | 5             | 6             | 30            | 23            | 7             |               |               |               |
| 6 | Noroeste            | 17            | 18            | 5             | 7             | 6             | 26            | 33            | -7            |               |               |               |
| 7 | Prudentina          | 16            | 18            | 7             | 2             | 9             | 32            | 35            | -3            |               |               |               |
| 8 | Bragantino          | 16            | 18            | 7             | 2             | 9             | 27            | 37            | -10           |               |               |               |
| 9 | América             | 16            | 18            | 5             | 6             | 7             | 21            | 26            | -5            |               |               |               |
| 10 | Botafogo            | 14            | 18            | 5             | 4             | 9             | 24            | 27            | -3            |               |               |               |
| Pts – Pontos ganhos; J – Jogos; V - Vitórias; E - Empates; D - Derrotas; GP – Gols pró; GC – Gols contra; SG – Saldo de gols |                     |               |               |               |               |               |               |               |               |               |               |               |

## Artilharia
| 12 gols (1) - Paulo Bim (‘‘Comercial’‘) 10 gols (1) - Alencar (‘‘Juventus’‘) | 9 gols (4) - Bira (‘‘Juventus’‘) - Copeu (‘‘São Bento’‘) - Grilo (‘‘Portuguesa Santista’‘) - Luís Carlos Feijão (‘‘Prudentina’‘) |

## Premiação
| Torneio João Mendonça Falcão de 1966 |
| ------------------------------------ |
| São Bento Campeão (1º título)        |